# Istorija tehnologije
Istorija tehnologije je usko vezana uz istoriju otkrića raznih alata i tehnika, a kako nijedno ljudsko društvo ne može opstati bez tehnologije, može se reći da je tehnologija stara koliko i samo ljudsko društvo. Suština čovekovog načina opstanka je izrada i korištenje alata, te kulturalno prenošenje tehnologije (tj. poduka novih naraštaja). Štaviše, izrada i upotreba alata dugo je smatrana osnovnom razlikom između ljudi i ostatka živoga sveta.

## Praistorijska tehnologija
Praistorijska tehnologija je vezana uz praistoriju koje je najdalje razdoblje u prošlosti čovečanstva. Početak praistorije određuje se prvim nalaskom alata hominida (negde oko 2.500.000 godina p. n. e.), a kraj s početkom ljudske pismenosti (tj. najstarijim nalazima ljudske pismenosti) - oko 3500. godine p. n. e. Praistorija se deli na dva velika razdoblja – kameno doba i metalno doba. Kameno doba deli se na starije (paleolit), srednje (mezolit) i mlađe kameno doba (neolit), a metalno doba na bakarno, bronzano i gvozdeno doba.

### Tehnologija starijeg kamenog doba
Koren tehnologije je u biološkoj evoluciji, koja je čoveku dala dva ključna alata: slobodne ruke sposobne za hvatanje i govor. Osim toga, alate koriste i neke životinje, a kulturalno prenošenje tog umeća s naraštaja na naraštaj se povremeno javlja među majmunima, pre svega čovekolikih. Premda je upotreba alata primećena kod više vrsta životinja, najčešće se radi o instinktivnom ponašanju. Šimpanze u divljini ponekad love termite pomoću grančice koju pripremaju u tu svrhu ili razbijaju ljuske plodova kamenom. To ponašanje nije instinktivno, već ga majke prenose na mladunce podukom. Stoga se ono mora smatrati kulturnom pojavom, koja uz to ima i regionalno obeležje, jer je uočeno samo kod nekih populacija. Šimpanze takođe poseduju znanje o lekovitim biljkama koje se prenosi podukom.
Važno je razlučiti upotrebu alata od izrade alata: neki se predmeti mogu koristiti kao alatke i pre nego što se alat počne namenski izrađivati. Po svemu što znamo ljudi su jedina živa bića koja oblikuju alat za izradu drugih alata. Nikad nije primećena šimpanza koja namerno lomi kamen, niti je bilo uspeha u njihovom podučavanju da to čine na način na koji su rani ljudi izrađivali kameni alat. Eksperimenti pokazuju da šimpanze mogu da nauče da koriste kamenu oštricu, ali ne poseduju mentalne i anatomske sposobnosti potrebne za njenu izradu. Tokom jednog eksperimenta je šimpanza uspela da nauči da udaranjem kamena o kamen ili bacanjem kamena na tvrdi pod nastaje oštri odbojak (tanji komadi kamena odvojeni od kamenog jezgra), ali nije uspela da uoči važnost ugla lomljenja u proizvodnji odbojaka. Zato su kamena jezgra od kojih je odvajala odbojke više nalikovala prirodno razlomljenim komadima kamena. Takvi eksperimenti navode na zaključak da su izrađivači ranog kamenog oruđa posedovali spoznajne sposobnosti i razumevanje tehničkih načela izrade alata koje je znatno veće od onih koje mogu razviti današnji čovekoliki majmuni.

#### Vatra
Korištenje vatre je pouzdano potvrđeno na nalazištima mlađim od 250.000 godina, ali se obično smatra da se je vatrom ovladalo mnogo ranije. Verojatno Homo erectus nije znao da upali vatru, ali je znao kako da je dugo održava. Vatra ima ulogu pri pripremanju jela, ali od jednake je važnosti, a možda i veće, činjenica da ona oslobađa od hladnoće i mraka. Kontrola vatre je ključna nova tehnologija za čovečanstvo. Vatra daje toplotu. Ona omogućuje migracije u područja hladnije klime, otvara čoveku mogućnost za naseljavanje velikih područja, koja su inače negostoljubiva i nenaseljiva. Vatra daje veštačku svetlost. Proteže čovekovu aktivnost u noć i na mračna mesta poput pećina. Vatra nudi zaštitu od divljih životinja. Vatra omogućuje pripremu hrane, što skraćuje vreme i smanjuje napor potreban za jelo i probavu. Vatrom se mogu otvrdnuti drveni alati. Vatra služi kao okupljalište, središte društvenih i kulturnih odnosa. Praktično poznavanje vatre dalo je čoveku veći stupanj upravljanja nad prirodom. Tek oko 3000. p. n. e. je ovladano pouzdanim tehnikama paljenja vatre (kremen, paljenje pomoću trenja drvaca vrtnjom).

#### Koža
Od doba ranog paleolita koža je imala golemu ulogu u drevnoj privredi. Koža različitih stupnjeva tvrdoće i savitljivosti je služila za mnoge svrhe za koje je kasnije korištena keramika ili tkanina. Paleolitski su ljudi koristili kože mrtvih životinja za odeću i donekle za šatore i posude. Ne zna se kad su ljudi naučili kako da kožu obrade tako da bude trajna – struganjem i hemijski. Postoje brojni ostaci strugača od kosti i kamena, ali je verojatno trebalo mnogo vremena da se nauči da je poželjno ostaviti samo središnji sloj, a ukloniti gornji, s krznom ili runom, i donji, mast i meso. Verojatno je još duže trebalo da se nauči kako da očuva takva kožu. Donedavno su Eskimi dimili kože. Drugi postupci očuvanja su soljenje, sušenje na suncu. U drevnom Egiptu se koristilo štavljenje pomoću stipse, često u kombinaciji sa solju. Najvažniji postupak je koristio tanin i smatra se da potiče od namakanja koža u šumskim mlakama ili od navike bojenja biljem pomoću umakanja. Glavni je izvor bio hrastova kora ili hrastove šiške. Štavljenje se sprovodilo umakanjem koža u niz jama ili korita, prvo u najstariju, tj. najslabiju tečnost. Proces je trajao više od godinu dana. Koža za đonove je udarana čekićem da bi bila trajnija, za odeću impregnirana masnoćom dok je još vlažna.

### Tehnologija mlađeg kamenog doba
Prelaz sa skupljanja hrane na proizvodnju hrane je bio najveći napredak tehnologije, neki smatraju najvažniji uopšte u istoriji. U područjima prikladnim samo za napasanje stoke doveo je do pastirskog nomadizma ili stočarstva; u drugim područjima je došlo do obrade zemlje i seoskog načina života, tj. stalnih naselja. Tako je počeo neolit ili mlađe kameno doba. Neolitska je revolucija korenito promenila život ljudi, ali i njihovu okolinu. Taj novi način života u biti određuje čovekov suštinski napor da promeni okolinu odabranjem biljaka i životinja s ciljem povećanja njihove produktivnosti i korisnosti. Neolitska društva, zasnovana na udomaćenim biljkama i životinjama, nastala su nezavisno u različitim delovima sveta nakon 8500. p. n. e.: Bliski istok, Indija, Afrika, Severna Azija, Jugoistočna Azija, Srednja i Južna Amerika.
Pre oko 10.000 godina došlo je do poslednje velike klimatske promene, koja označava početak holocena ili odleđavanja. Dolazi do povlačenja leda na sadašnje pozicije, a nivo mora je naglo porastao zbog otapanja ledenog pokrova i ledenjaka. Povećanje količine padavina pred početak holocena u ekvatorijalnim područjima promenilo je narav velikih reka, porasla je količina vode u rekama poput Nila, Konga i Nigera. Klimatske promene su uticale na floru i faunu. Tundre su postale šume, suva područja su postala savane. Mnogi veliki sisari su izumrli, iz klimatskih i/ili kulturalnih razloga, a među njima i oni važni za čoveka (poput mamuta). Neke za čoveka važne vrste su se povukle na sever, zajedno sa tundrama. Ljudske zajednice su se morale prilagoditi tim promenama u okolini. Neke su sledile uobičajenu lovinu, koja se selila na sever, i tu su nastavile da žive na tradicionalan način, zasnovan na lovu i ribolovu. To su predhodnici, premda verojatno ne i direktni preci, naroda poput Laponaca, Eskima i Samojeda. Druge grupe, pre svega one koje su živele u umerenim klimatskim predelima, na područjima koja su sada prekrile šume, počele su da se prilagođavaju novoj okolini.
Zbog nestanka i migracije krda iz stepa i tundra, ljudi su počeli da love u šumi, gde je lov teži, a da love pojedinačne životinje poput jelena ili vepra. Zbog toga su sve češće, a možda i isključivo, počeli da koriste luk i strele, izum koji seže u doba gornjeg paleolita. Takvi uslovi lova objašnjavaju i zašto je čovek u međusobno udaljenim krajevima uspeo da pripitomi vuka. Predak psa je lovcima bio od velike koristi jer je mogao da istera divljač iz šume. Za lov u šumama je potrebno manje lovaca, a ulov nije dovoljan za prehranu velike grupe. Stoga se smanjio broj porodica u zajednicama. S druge strane, ribolov je postao važniji – nađeno je mnoštvo vršaka kostiju i rogova koji su bili delovi harpuna ili ostiju, udice, vrše od šiba, kanui od debla. Neke su se zajednice nastanile duž obala reka i jezera i uz morsku obalu. Promene u okolini ponudile su nove izvore, koje je čovek odmah iskoristio: jaja ptica, puževe i mekušce, voće, jestivo bilje i korenje. Pri određivanju neolita, uz proizvodnju hrane valja spomenuti i proizvodnju predmeta od keramike i bakra, poznavanje tkanja, te glačanje nekih predmeta od kamena.

#### Pripitomljavanje životinja
Pripitomljavanje životinja je započelo nešto ranije nego ratarstvo i njegova je glavna tehnička istorija dovršena mnogo ranije. Životinje su korisne na različite načine. Neke od njih pretvaraju ljudima nejestive biljke (travu) u jestivo meso. One su hodajuća hrana, hrana koja se ne kvari dok se ne koristi. One daju vredne dodatne proizvode, koji su bili sve više korišteni tokom razvoja neolita: množe se i daju nove životinje; kokoške nose jaja; krave, ovce, koze i konji daju mleko – sirevi i mlečni napici održavaju stočarska društva Azije. Izmet je kasnije postao važan kao đubrivo i gorivo. Životinje daju kožu iz koje se mogu izraditi razni proizvodi, ovce daju runo. Na neolitskim tkalačkim stanovima vuna je prvi put ispletena u tkaninu. Životinje daju snagu za vuču i nošenje.

#### Ratarstvo
Ratarstvo u najjednostavnijim oblicima zahteva raščišćavanje i usitnjavanje ne preterano suvog površinskog tla, sejanje i pokrivanje semena, uništavanje korova i zalivanje, žetvu i sigurno skladištenje uroda uz odvajanje semena za sledeću setvu. Za svaku se setvu isprva moglo naći nedirnuto tlo (ekstenzivna poljoprivreda), ali kad je postalo nužno ili poželjno da se obrađuje isto tlo iz godine u godinu, javila se potreba za dubljom obradom, da se odloži iscrpljivanje tla. Tu je ključan bio izum pluga, koji se u celosti razvio tek kad se tokom srednjeg veka čovek suočio s obradom teškog tla severne Evrope. U drevnoj Mesopotamiji i Egiptu veći problem je bilo navodnjavanje.

#### Lončarstvo i nastambine od opeke
Lončarstvo je nova tehnologija koja čini ključni deo neolitske revolucije, a pojavilo se nezavisno na više mesta. Paleolitski su ljudi proizvodili keramiku od pečene gline, ali ništa u njihovoj privredi nije iziskivalo daljnji razvoj te tehnike. Neke grupe iz kasnog paleolita su već primetile da se glina stvrdnjava u vatri (figure od terakote iz Moravske).

#### Tkanje
Pripitomljavanje koze, ovce i lame je dovelo do izuma tkanja, ali tek nakon određenih mutacija do kojih je došlo usled pripitomljavanja. Tek je tada runo tih životinja postalo pogodno za predenje i tkanje. Vunena je odjeća postupno zamenila odeću od kože ili krzna. Ljudi su ubrzo naučili da koriste i biljne vrste, poput lana, koji se u zapadnoj Aziji, Egiptu i Europi već uzgajao kao uljarica, te pamuka, koji se počeo uzgajati u Indiji i srednjoj Americi. Postoje dokazi o pletenju prostirki i košara iz vrlo ranih vremena. Nije poznato je li u to doba izrađivana odeća od niti, ali su na mnogim mestima nađena primitivna vretena.

#### Upotreba kovina i rudarstvo
U neolitskom okruženju su stotine tehnika, malih i velikih, oblikovale novi način života. Ljudi su tokom neolita gradili trajne strukture od drveta, opeka i kamena, koje svedoče o velikom zanatskom umeću, a razvili su čak i svojevrsnu metalurgiju, koristeći komade sirovog bakra koji se mogu naći u prirodi. Na primer, za znamenitog Ledenog čoveka, smrznutu mumiju koja se pojavila 1991. zbog povlačenja ledenjaka u Alpima, najpre se mislilo da pripada nekoj kulturi Bronzanog doba, jer je nosio bakrenu sekiru. Međutim pokazalo se da je živeo oko 3300. p. n. e. Bio je to neolititski čovek s oružjem od hladno kovanog metala. Metalurgija je prva strateška tehnologija, ona je omogućila napredak u ogromnom području tehnologije, koje ne bi bilo osvojeno korištenjem drveta ili kamena. Upotreba metala je omogućila nove i ranije nezamislive alate i oruđa. Prvi metal koji su ljudi koristili je bakar, mada je moguće da je i pre njega korišteno meteoritsko gvožđe i zlato. Dokazi o korištenju sežu do 9000. p. n. e. Bakreni privezak nađen u severnom Iraku datiran je na 8700. p. n. e. Za razliku od gvožđa, bakar se može naći u prirodi u metalnom stanju, kao komadi metala pomešani s rudama. No te su prirodne zalihe metalnog bakra brzo iscrpljene.

## Tehnologija drevnih civilizacija
Tehnologija drevnih civilizacija se odnosi na urbanu revolucija, koja označava kraj kamenog doba i početak bronzanog doba, kraj praistorije i početak istorije, koja je započela pre otprilike 6000 godina na Bliskom istoku i ultimatno dovela do prvih civilizacija, sa svim društvenim i istorijskim posledicama koje ih prate: visoka gustina stanovništva (veće populacije), gradovi, razvoj složenih i raslojenih društava (specijalizacija struka i oštrija podela rada), centralizovana politička i privredna vlast (nastanak i organizovanje regionalnih država), institucije prisile (vojska, prikupljanja poreza, policija), verske institucije i klasa sveštenika, monumentalna arhitektura (palate, hramovi, spomenici), širenje trgovine, novac, standardizirani tegovi i mere, kontrola nad mineralnim izvorima, nastanak pisma, matematike i astronomije.

### Drevne civilizacije
Temelj privrede prvih civilizacija je novi oblik ratarstva, različit od neolitskog ratarstva ili stočarstva, generalno putem veštačkog navodnjavanja. Tu je jednostavno vrtlarenje zamenjeno obrađivanjem polja zasnovanim na velikim mrežama za upravljanje vodama, građenim i održavanim putem javnih radova, koje su izvodile grupe okupljene na temelju radne obaveze i koje su nadgledali inženjeri u službi države.
U subtropskim je područjima ratarstvo s navodnjavanjem vrlo delotvorno i moguće je postići prinose dovoljne za održavanje brojnog stanovništva. Reke krcate muljem osiguravaju vodu za navodnjavanje i, napose kad su veštački kontrolisane, obogaćuju okolno tlo. Ratarstvo s navodnjavanjem i kontrola poplava zahtevaju hidrauličke građevine, kako bi se voda dovodila gde i kad je potrebna, i znatan nivo zajedničkog delovanja nužan za njihovu izgradnju i održavanje: neophodno je isušiti močvare, izgraditi brane, nasipe, kanale, ustave, terase, spremnike, obzide, a sve to treba čistiti i održavati. Nadalje, sporove oko vode mora rešiti neka središnja vlast, a viškove treba spremiti, čuvati, braniti i deliti po potrebi.
Ratovanje je postalo stalno i premašilo je uobičajene provale. Ono je sada uključivalo osvajanje i podčinjavanje, jer u već popunjenom prebivalištu poražene grupe nisu mogle naprosto pobeći i oblikovati novu ratarsku zajednicu na drugom mestu. Pre tog vremena, i u paleolitu i u neolitu, poražene su se grupe generalno mogle preseliti u nova područja, ali u ekološki ograničenim područjima poput doline Nila ratari nisu imali gde da odu. Pobednici nisu preuzimali samo zemlju i male sisteme navodnjavanja, već su potčinjavali i ovladavali poraženim grupama, pošteđujući im život u zamenu za robovski rad na održavanju sistema intenziviranog ratarstva.

### Dostignuća tehnologije drevnih civilizacija
Materijalni dokazi pokazuju da je drevne zanatlije često po delima ravnopravne modernom. Međutim, njegova su znanja i tehnike posve iskustveni, nedostaju im teorijske podloge. Rad se temeljio na iskustvenim metodama. Isprobavane su različite mogućnosti naslepo, ali veoma strpljivo. Kad bi se ostvario željeni cilj, tu su se i zaustavljali. Drevni je čovek, kad bi postigao što je hteo, naprosto postavio uputstva za postizanje toga cilja, poput recepta u kuvaru. Uputstvo za glazuru na lončariji, oko 1700. p. n. e, daje željeni ishod. Kako do se toga dolazi, nije bilo na zanatiliji da istražuje. Shvatao je ta preobraženja kao čuda.

#### Pismo
Oko 4000. p. n. e. se opaža prva upotreba pečata u drevnoj Mesopotamiji. Bili su načinjeni od pečene gline ili kamena, u koje je bio ugraviran geometrijski uzorak, koji je služio kao oznaka vlasnika. To je temelj razvoja pisma.

#### Račun
U svim prvotnim drevnim civilizacijama prisutna su neka matematička i astronomska znanja i umeća. Sve su rane civilizacije razvile nezavisno takva znanja, svaka razvija svoj računski sistem i kalendar.

#### Merenje vremena
Privreda drevne egipatske države počiva je na ratarstvu. Ono je zavisno od godišnjih doba i bioloških ciklusa, kojima pak upravljaju astronomske periodičke pojave, poput dana, meseca i godine. Stoga glavni uslovi života zavise od te periodičnosti. Otuda sledi i zanimanje za tu periodičnost, tj. za astronomske pojave, koje ima nekoliko vidova. Astronomija se takođe rađa iz potrebe, ona se sastoji u motrenju, beleženju i uspoređivanju. Oblikovanje kalendara zahteva više nego što može obaviti ratar, neophodne su beleške, tj. poznavanje pisma. To je zadatak koju moraju obaviti obrazovani ljudi koji ne troše vreme na zemljoradnju, a to su opet sveštenici-činovnici.

#### Navodnjavanje
Prvi su sistemi navodnjavanja verojatno su bili iskopani u četvrtom milenijumu p. n. e, a načinili su ih zemljoradnici na jugu današnje Rusije. Kanali su bili dugi do 2,5 km, duboki oko 1,2 m i široki do 3 m. U drevnoj Mesopotamiji su snažno ratarstvo omogućili kanali prokopani od korita reka, koji su dovodili vodu u područja udaljena od reka. U početku, dok je pritisak na zemlju bio manji, branom na reci bi se navodnjavala okolna polja. Kasnije, kada je postao značajan uzgoj voća i povrća, postalo je nužno navodnjavanje tokom čitave godine.

#### Obrada metala i rudarstvo
Obrada metala uključuje složeni skup tehnologija, koji obuhvata vađenje rude, topljenje rude, te kovanje ili livenje u korisne proizvode. Metali imaju više prednosti nad kamenom kao materijal za izradu alata i oružja i tokom vremena su zamijeni kamen. Nastanak drevnih civilizacija je bio popraćen razvojem niza pomoćnih tehnika, uključujući, barem u Starom svetu, proizvodnju i obradu bronze (legura bakra i kalaja). Ovladavanje bronzom je dalo ime novom dobu: bronzano doba. U Novom svetu bronzano oružje i alat nije zamenilo štap za kopanje i kamene čekiće i noževe, ali je razvijena metalurgija zlata i srebra u svrhu ukrašavanja. Čini se da su korištene tehnologije koje odgovaraju hemijskom galvaniziranju zlata (pozlaćivanje).

#### Pečene opeke
Verovatno je iskustvo s keramičkim pećima i topionicama bakra dovelo do ideje pečenih opeka. U Mesopotamiji su oko 3500. p. n. e. pečene opeke omogućile silan razvoj urbanizacije. Pri izgradnji hramova u mesopotamijskim gradovima korištena je kombinacija pečenih opeka, kamena i opeka sušenih na suncu, što pokazuje da su pečene opeke tada još uvek bile novost. Ta je tehnička novina dovela do značajne promene u građevinarstvu, premda još nekoliko vekova nije stigla do običnih ljudi.

#### Točak
Prevoz je potpuno izmenjen uvođenjem točka. Tačno poreklo točka nije poznato, ali nakon otprilike 3500. p. n. e. nalaze prikazi prevoza pomoću točka na keramici i drugim oblicima umetnosti. Ljubljanski drveni točak je najstariji drveni kotač s osovinom na svetu, a star je oko 5150 godina. Prvi su točkovi su bili načinjeni od drveta, konkretno od tri povezana komada drveta. Činjenica da je isti oblik točka korišten širom sveta tokom mnogih vekova ukazuje na to da se ta tehnologija prenosila iz jednog izvora, verojatno iz drevne Mesopotamije.

#### Plovila
Nakon otprilike 3500. p. n. e. sreću se u drevnom Egiptu i Mesopotamiji prikazi brodova korištenih za plovidbu rekama. Bili su u osnovi građeni od trske ili papirusa, te korišteni za prevoz ljudi i roba. Do 3000. p. n. e. radilo se u biti o plovilima s kratkim veslima, u kojima posada vesla okrenuta u smeru kretanja broda. Prva se jedra u Egiptu opažaju se oko 3000. p. n. e.

#### Vojna tehnika
Oko 2300. p. n. e. je Sargon Akadski (ili Sargon Veliki), kralj Vavilonije, stvorio prvo carstvo u istoriji, koje se protezalo od Sredozemnog mora do Perzijskog zaliva, a ostvario je to pomoću najstarije poznate profesionalne vojske, koja je brojila 5400 vojnika.

## Tehnologija stare Grčke
Tehnologija stare Grčke je u toku čitave antike bila potpuno odvojena od starogrčke nauke i filozofije. Stotine malih novih tehnologija i tehničkih poboljšanja se pojavilo tokom 1200 godina antike, poput nožnog kola dodatog lončarskom kolu, ali se u celini tehnološki temelj proizvodnje nije promenio tokom celog razdoblja. U nekim se granama tehnologije, poput rudarstva, pojavio industrijski stil proizvodnje, a postala je uobičajena i trgovina na velike udaljenosti. Većina proizvodnje je ostala zasnovana na zanatstvu i lokalna, a zanatlije, tradicionalno skloni skrivanju svog umeća, su nastojali da monopoliziraju svoje veštine, ne oslanjajući se na pisanu reč, nauku ili filozofiju prirode.

### Dostignuća starogrčke tehnologije
Od 6 glavnih jednostavnih mašina poznatih u antičkom svetu, četiri su – poluga, koturača (čini se da je neka vrsta koturače korištena u Asiriji, drevnoj Mesopotamiji, oko 1500. p. n. e.), klin i čekrk (ručna naprava za namatanje bunarskog užeta ili lanca, naprava koja se sastoji od kola i vretena, a služi za podizanje tereta) – do kraja 4. veka p. n. e. već dugo je bila u upotrebi. Vijak je, koliko znamo, novina koja se javlja u 3. veku p. n. e. Tokom antike tehnologija se dalje razvijala. Napredak je postignut u vojnoj tehnici, ali i u ratarstvu i u tehnikama obrade hrane (npr. mlinovi). Tokom tog razdoblja su izumljene sledeće važne mehaničke naprave: Arhimedov vijak i presa s vijkom, Arhimedova koturača i dizalice, zupčani prenos (a možda i diferencijal), crpka ili sisaljka (Ksetibije), vodenice i vodeničko kolo, katapult, naprave za razonodu, modeli neba (Mehanizam sa Antikitere), radilica i drugo.

#### Pismo i literatura
Između 1000. i 800. p. n. e, stari Grci su preuzeli pismo od Feničana, uveli u njega samoglasnike i usavršili ga. Taj se grčki alfabet širi tokom 8. veka p. n. e. Između ostaloga, on omogućuje pojednostavljenje, standardizaciju i objavljivanje zakona, što se pokazalo važnim za politički razvoj. Širenju toga pisma pomogao je izum pergamenta, jednog od tri najvažnija materijala za pisanje.

#### Arhimedov vijak
Arhimedov vijak je naprava koja se često tokom istorije upotrebljavala za premeštanje vode u kanale za navodnjavanje.

#### Arhimedova koturača
Arhimedova ili obična koturača se sastoji od nekoliko pomičnih i nekoliko nepomičnih koturača koje su smeštene u dva kućišta. Gornje kućište je učvršćeno, a donje je pomično.

#### Vodeni sat
Vitruvije takođe kaže da je Ktesibije Aleksandrijski bio jedan od prvih koji su istraživali načela konstruiranja vodenih satova. Pripisuje mu neke vodene satove i različite naprave pomoću kojih se dužina sata mogla prilagoditi prema godišnjem dobu (u antici sat nije bio apsolutna jedinica vremena, već podela razdoblja sijanja Sunca). Vodeni satovi su u antici bili standardno sredstvo merenja vremena.

#### Vodenice
Stari Grci su izmislili dve osnovne stvari za vodenicu: vodeničko kolo i zupčasti prenosnik. Prvi dokazi o vodeničkom kolu pogonjenim vodom potiču iz 3. veka p. n. e, u mjestu Perahora u Grčkoj. Prvi koji je opisao rad vodenica bio je Filon iz Vizanta (280. – 220. p. n. e).

## Tehnologija starog Rima
Tehnologija starog Rima je dala najveće tehničare i inženjere antičkog sveta i neki čak kažu da je sama rimska civilizacija jedno veliko tehničko postignuće. Činjenica da je stari Rim dao poznate inženjere, od kojih su neki pisali knjige (što uopšte nije bilo uobičajeno za inženjere), poput Vitruvija i Frontina (oko 40. – 103.) sama po sebi svedoči o važnosti inženjerstva i tehnologije za rimsku civilizaciju. Građene su popločene ceste, javne zgrade, sportski objekti i akvadukti. U tom razdoblju nije bilo većih otkrića u tehnologiji, ali su postojeća umeća i naprave razvijena i poboljšana za upotrebu u velikim razmerima. Rimljani su bili veliki improvizatori, bitno su poboljšali postojeću tehnologiju, ali su dali tek retke nove izume. Manje uzvišen izum, ali ne i manje važan za rimsku civilizaciju, je cement, koji je bio ključna nova tehnologija koju su uveli Rimljani, a koja je gradnju od kamena učinila mnogo jednostavnijom i jeftinijom, što je doslovno zacementiralo širenje Rimskoga carstva. Dok je rimska tehnologija cvetala, rimske nauke gotovo da i nema. Vrlo je malo dela prevedeno sa starogrčkog. Rimljani nisu cenili grčku matematiku, nauku i učenost u celini. Rim nije proizveo naučnike. To zbunjuje one koji smatraju da su nauka i tehnologija uvek i nužno povezane.

### Dostignuća starorimske tehnologije

#### Ratarstvo – plug, pompejski mlin, žetelica
Etrušćansko je ratarstvo dosegnulo visok stupanj. Proširili su napredne metode isušivanja tla, omogućivši obrađivanje područja koja su pre toga bila močvarna ili su ih uništavale poplave. Primer toga je mreža podzemnih kanala u Laciju. S prestankom etrušćanske vlasti u Laciju posedi pređašnjih gospodara razdeljeni su na male komade. Seča šuma koja se sprovodila da bi se povećala obradiva površina izazvala je jače plavljenje, a time i bujice, što je pojačalo ispiranje tankog sloja tla. Iskorišteno tlo pretvarano je u pašnjake i trebalo je stalno pronalaziti nova polja, što je bio jedan od razloga osvajačke politike.

#### Rudarstvo i kovinarstvo
Plinije Stariji spominje dve novine uvedene u stari postupak dobivanja zlata iz rečnog peska, verojatno uvedene u vremenu kasne republike. U jednoj od njih se primenjuje pritisak vode za razbijanje gruda u kojima se nalazi zlato, a drugom se izvlači zlatna prašina pomoću žive koja se kasnije uklanjala filtriranjem i destiliranjem. U doba ranog carstva industrija metala se razvijala na više načina. Većinu rude gvožđa su i dalje izrađivali kovači na ognjištu kovačnice u malim radionicama. U Puteoliju je bila skoncentrirana trgovina gvožđem, gde je sirovo gvožđe dovoženo s Elbe i prerađivano. To nije dovelo do specijalizacije, svaki je majstor radio u svojoj radionici.

#### Industrijska proizvodnja
U doba ranog carstva, kako su ljudi postajali bogatiji, stvorilo se šire tržište koje je zahtevalo porast trgovine i specijalizaciju proizvodnje. Porasla je podela rada i nastalo je nešto nalik manifakturnom sistemu za proizvodnju nekih roba u velikoj količini. Generalno su postojala tri sistema proizvodnje: kućna radinost, zanatski rad i manufakturna proizvodnja. Kućna se radinost tradicionalno obavljala u seoskim okruzima, gde su porodice nastojale da se privredno osamostale (da same proizvode sve što im treba). Time su takođe upošljavali robove kad nije bilo poljoprivrednih radova. To je podjednako vredilo za velika i za mala imanja. Na svim tim imanjima je postojala privreda zatvorenog tipa: proizvodnja tkanina, hleba, nameštaja, odeće, obuće, košara, grube lončarije, opeke, štavljene kože, kućnih potrepština od drveta i metala.

#### Graditeljstvo
Veliki doprinosi rimske tehnologije bili su u arhitekturi i ratarstvu. Gradnja akvadukata, amfiteatara i bazilika zahtevala je razvoj tehnike luka i lučnog svoda, koju je omogućila upotreba pečene opeke i betona od vulkanskog pepela (Pozzuoli) i kreča. Akvadukti su već pre građeni u drevnom Egiptu, Mesopotamiji i Grčkoj, ali su rimski akvadukti bili mnogo veći. Cigla je u građevinarstvu ušla u širu upotrebu nakon doba Klaudija, posebno nakon požara u vreme Nerona. Proizvodnja cigle postala je dobar posao. Drevni Rimljani su uveli upotrebu cementa pri gradnji, što je dovelo do izuma betona. Rimljani su imali izvrstan krečni malter. Mešajući taj malter s vulkanskim pepelom dobili su cement, koji pak pomešan s peskom i šljunkom daje beton.

#### Prevoz
Strogo su razlikovana dva tipa broda: dugi i obli. Dugi brod (galija) pokretala su duga vesla, imao je malo prostora za teret u uskom trupu i uglavnom je korišten u ratne svrhe. Obli brod su pokretala kvadratna jedra, imao je dubok trup, bio je nezgrapan za upravljanje (pomoću vesala smeštenih sa strane u blizini krme), ali izdržljiv i korišten je za prevoz tereta. Glavni je problem bila plovidba protiv vetra, što je rešavano cik-cak plovidbom. Tokom 1. veka pojavilo se Latinsko jedro, trouglasto jedro razapeto uzduž broda od pramca do krme, koje je moglo hvatati vetar s obe strane. Baratanje njime je bilo teško i uglavnom je korišteno na manjim plovilima. Kopneni prevoz bio je ograničen, uprkos dobrim cestama, neprikladnom zapregom, koja nije omogućivala delotvorno uprezanje konja, kao i drugim problemima, poput ovesa i podmazivanja.

## Tehnologija drevne Kine
Tehnologija drevne Kine započinje s razvojem njihove civilizacije, a prvi razvoj civilizacije se opaža duž reke Huanghe (Žute reke). Do 2500. p. n. e. su se hiljade kasnoneolitskih sela proširile duž reke, a kad je uvedeno ratarstvo s navodnjavanjem nastala su kraljevstva. Veliki Suen, utemeljitelj prve dinastije Sja je legendaran u Kini kao vladar koji je kontrolisao vode. Dinastija Šang (oko 1600. p. n. e. do oko 1046. p. n. e), koja označava dokumentovane početke kineske civilizacije, je zagospodarila dolinom Žute reke zahvaljujući širokom sistemu navodnjavanja. Kasnije su tehnike navodnjavanja prenesene južnije, do reke Jangcekjang. Uzgoj riže se iz južne Kine proširio prema severu i takođe je uključivao kontrolu vode. Tokom cele kineske istorije je jedna od uloga vlasti bila izgradnja i održavanje sistema navodnjavanja. Rezultat toga su mnogi kanali, nasipi, brane i veštačka jezera širom Kine. Svesna vladina politika zaštite voda i unapređenja ratarstva je uključivala i isušivanje, što je sve zahtevalo uključivanje velikog broja seljaka u prisilan rad, tlačenje. Rana kineska civilizacija je gradila gradove sa zaštitnim zidinama, palatama i ceremonijalnim središtima. Rana kineska država je gradila žitnice i održavala stajaću vojsku. Razvijena je istančana bronzana metalurgija.

### Dostignuća starokineske tehnologije
Zlatnim dobom kineske nauke i tehnologije se smatra doba vladavine dinastije Sung (960. – 1279) koje se smatra vrhuncem tradicionalne Kine. Učenje Konfucija (551. p. n. e. – 479. p. n. e) je znatno oblikovalo kinesku višu kulturu, naposve kroz službenu državnu ideologiju neokonfučijanstva, koju su razradili učitelji iz doba dinastije Sung. Svetonazor se usredotočuje na porodicu, humanost i društvo, a ne na prirodu i svet izvan ljudskog dosega. Konfučijanstvo je bila praktična filozofija koja je naglašavala etičke i moralne vrednosti ponašanja i upravljanja državom, te održavanje pravednog i skladnog društva. Tako su običaj, čast, kreposno ponašanje, sinovska ljubav prema roditeljima, poštivanje starijih, potčinjavanje autoritetu, moralni primer mudraca i pravednost (ali ne zakon) postali krilatice konfucijenizma u doba dinastije Sung.

#### Ratarstvo
Procvat drevne Kine u doba dinastije Sung rezultat je promena u ratarstu, pre svega snažnog porasta uzgoja riže u južnoj Kini i bazenu reke Jangce, s početkom u 8. veku. Riža daje veći urod po jedinici površine nego bilo koja druga udomaćena biljka, tako da samo uvođenje riže dovodi do značajnih društvenih i kulturnih posledica. Nakon 1012. vlada je uvela i sistematski delila nove vrste rane i zimske riže iz Indokine. Neke vrste sazrevaju za dva meseca, što omogućuje dve ili tri žetve godišnje na pogodnim mestima. Druge su vrste zahtevale manje vode, što je značilo da se za proizvodnju hrane mogu iskoristiti nova tla.

#### Navodnjavanje
Osim ratarstva, sledeća temeljna tehnologija koja je podupirala kinesku civilizaciju bilo je navodnjavanje. Premda su mnogi kanali i nasipi već postojali u Kini iz ranijih vremena, prvi elementi prema unutrašnjosti usmerenog sistema kanala na nivou carstva su se pojavili oko 70. Godine 608. inženjeri su dovršili gotovo 700 kilometara dug kanal od Luojanga do Pekinga, a do 12. veka u Kini je bilo oko 50.000 kilometara plovnih vodenih putova i kanala. Veliki kanal, koji je dovršen 1327, protezao se duž 2000 kilometara, od Hangdžoua na jugu do Pekinga na severu.

#### Papir i štampa
Proizvodnja papira, koja se je verojatno razvila iz tekstilne industrije, dala je proizvod koji je olakšao državnu upravu carske Kine. Postoje pouzdani dokazi o izradi papira krajem dinastije Han, početkom 2. veka, premda se tehnologija verojatno razvila nekoliko vekova ranije. Drevni Egipćani su mnogo ranije koristili papirus, ali su Kinezi prvi napravili pravi papir iz kaše za papir ulivene u kalupe. Izrađivan je isprva od starih krpa, a ubrzo je kvalitetniji papir izrađivan od kore duda. U početku nije korišten za pisanje, već za svrhe poput umotavanja. Već je u 3. veku posve zamenio svilu, bambus i drvo kao podloge za pisanje.

#### Barut
Izum baruta u Kini sredinom 9. veka, i što je još značajnije, korištenje baruta u vojne svrhe od početka 10. veka, preusmerilo je tok kineske i svetske istorije.

#### Kompas
Za razliku od papira, magnetski kompas je bio naprava bez koje je kineska civilizacija mogla živjeti isto kao i s njom, ali ovaj slučaj upravo pokazuje ono malo veza između nauke i tehnologije u drevnoj Kini. Tajnovita svojstva magnetnog kamena (prirodni magnetizam minerala magnetita) bila su poznata do 300. p. n. e. i isprva su korištena kao sredstvo proricanja. Do 100. p. n. e. je postalo poznato da se magnetna igla usmerava duž pravca sever-jug i to je svojstvo korišteno u geomantiji ili umeću feng šui, pravilnom postavljanju kuća, hramova, grobnica, cesta i drugih građevina.

#### Svila
Izrada tkanina je još jedna od glavnih industrija drevne Kine. Na primer jedan je car iz dinastije Sung iz 12. veka kupio i primio kao porez ukupno 1.170.000 bala svilene tkanine. Kinesku tekstilnu industriju valja spomenuti naposve zbog nene mehanizacije. Izvori pokazuju da je od 1035. u Kini postojala koturača (preslica na točak koji se pokreče nogom), a kineski su inženjeri takođe načinili i razrađene mašine za namatanje pokretane vodom, u svrhu razmotavanja čahura larvi svilca i namotavanje svilenih niti na kaleme, za tkanje u tkaninu.

#### Porculan
Lončarstvo je bilo drevno umeće, koje je nakon 11. veka dosegnulo ranije neviđene umetničke vrhunce. Carska je vlada posedovala vlastite peći i radionice na industrijskom nivou, koje su zapošljavale hiljade zanatlija i masovno proizvodile kako svakodnevne, tako i luksuzne proizvode. U 7. veku su kineski lončari otkrili da se silikatni mineral glinenac može uklopiti u glineno posuđe, što je dalo primitivni tip porculana.

#### Kovinarstvo i rudarstvo
Kineska nadmoć u proizvodnji gvožđa takođe pomaže u obrazlaganju uspeha ove civilizacije. Kineski su se metalurzi rano okrenuli gvožđu, verojatno zbog ograničenih izvora bakra i kalaja za bronzu. Do 117. p. n. e. proizvodnja gvožđa je postala državna delatnost, sa 48 livnica, od kojih je svaka zapošljavala hiljade industrijskih radnika. Godine 806. proizvedeno je 13.500 tona gvožđa, a 1078. u doba dinastije Sung, već 125.000 tona, bez sumnje zbog porasta potreba vojske (poređenja radi, Engleska je 1788. godine, kad je industrijska revolucija već započela, proizvela 68.000 tona gvožđa). Tehnički inovativna i napredna, kineska industrija gvožđa je koristila mehove pokretane vodom (od 31. p. n. e) i ruda se topila pomoću koksa (delomično izgorelog kamenog uglja) već do 11. veka, nekih 700 godina pre nego što su se slični postupci pojavili u Evropi.

#### Zidovi
Kineski zid je dug 8.852 kilometara (glavni deo 2.450 kilometara). Nastao je iz zemljanih brana koje su u 4. veku p. n. e. nasula severnokineska kraljevstva za obranu od nomada iz srednjeazijskih stepa. Prvi kineski car Đin Ši Huangdi je postojeće deonice povezao sa 800 kilometara novog zida i tako stvorio neprekidnu barijeru dužine oko 2000 kilometara. Zid je kasnije pojačan dodavanjem kula od opeke. Krajem 15. veka (dinastija Ming) zid je obnovljen, ovaj put od kamena, visine do 12 metara, a debljine do 10 metara, sa 25.000 stražarskih kula.

## Tehnologija u srednjevekovnom islamskom svetu
Tehnologija u srednjevekovnom islamskom svetu je imala svoje zlatno doba koje je trajalo od 8. veka do sredine 13. veka. Kalifi dinastije Omejada su vladali iz Damaska u Siriji. Tu je dinastija Omejada došla u dodir s obrazovanim Sirijcima i Persijancima, koji su im služili kao službenici i činovnici. Time je pomalo počelo heleniziranje islama. Čitavu administraciju Omejadskoga kalifata u Damasku vodili su grčki činovnici, na grčkom. Proces heleniziranja je ubrzan nakon godine 749, kada je na vlast došla dinastija Abasida. Kalif al-Manzur je godine 762. sagradio novi glavni grad, Bagdad, na reci Tigris. Grad je postao poznat po prilično intelektualnoj i tolerantnoj klimi. Carstvo je počelo da se pretvara u centraliziranu državu, za šta je bila potrebna snažna državna uprava. Takvu državnu upravu nisu mogli činiti ratnici, pa su se kalifi okrenuli obrazovanim Persijancima, uglavnom onima koji su prešli na islam, a koji su pak bili oduševljeni grčkom učenošću. Do godine 1000. gotovo su sva dela grčke medicine, filozofije prirode i matematičkih nauka bila prevedena na arapski. Prevedene su i mnoge persijske i indijske knjige, ali one kasnije nisu prevedene na latinski i bile su stoga izgubljene za Zapad.

### Dostignuća tehnologije u islamskom svetu
Muslimanski su naučnici bili verni učenici starih Grka i upravo su time muslimani ušli u zapadnu naučnu tradiciju i postali naučnici ili filozofi prirode. Islamska je nauka bila izgrađena na grčkim temeljima i postupala je po grčkim načelima. Muslimanski naučnici nisu hteli da bespotrebno počnu od početka, već su nastavli grčko delo, i bili su svesni tog odnosa naspram prošlosti i svoje pripadnosti postojećoj tradiciji. Smatrali su da trebaju da dovrše, poprave i prenesu postojeće antičko znanje. Islamska je tehnologija ostala slična onoj starog Rima i istočnih drevnih civilizacija. U arhitekturi su preuzeli rimski luk, a ne grčki sistem stubova i nadvratnika. Ratarstvo je jako zavisilo od navodnjavanja, kao i u rimskim provincijama i svim civilizacijama Bliskog istoka.

#### Ratarstvo
Uspeh islama zavisio je i od njegovih ratnika i od njegovih ratara. Ratari su zaposeli plavne ravnice Mesopotamije i Egipta i, u pravoj poljoprivrednoj revoluciji, prilagodili su nove i raznolike hranjive biljke mediteranskom ekosistemu: rižu, sirak, šećernu trsku, pamuk, patlidžan, španać, artičoku, lubenicu, narandžu, limun, bananu, bokvicu, mango, kokosovu palmu i druge. Uz pomoć dorađenih i povećanih sistema navodnjavanja i đubrenja, uspeli su produže plodnu sezonu i povećaju efikasnost.

#### Biblioteke i papir
Širom islamskog sveta utemeljene su hiljade biblioteka. Samo u Kordobi ih je bilo 17, a u jednoj od njih oko 500 hiljada naslova. U 13. veku je u Bagdadu bilo 30 verskih škola od kojih je svaka posedovala biblioteku, u Damasku ih je 1500. godine bilo 150, opet svaka s bibliotekom. Biblioteka u Kairu u 10. veku je sadržala i do 2 miliona knjiga.

#### Hemija i alhemija
U hemiji su muslimani dali najveći doprinos napretku nauke i tehnologije. Taj uspeh mogu u velikoj meri zahvaliti okolnosti da su uglavnom izbegli predrasude koje su stare Grke držale podalje od rada rukama. Rasprave ukazuju na upućenost u laboratorijske tehnike. Radili su na temelju tradicija i praksi razvijenih u drevnom Egiptu, Vavilonu, Indiji i Kini. Oni su prikupljena znanja objedinili i opskrbili ih s nekim generalnim načelima, stoga se mogu smatrati utemeljiteljima hemije (lekari), proizvođačima mirisa, metalurzima. Abu Musa Džabir ibn Hajan al-Bariqi al-Azdi al-Kufi al-Sufi ili latinizirano Geber se smatra ocem hemije.

#### Astrolab
U 8. veku je u Persiji izumljen mesingani astrolab. To je bio osnovni merni instrument astronoma za određivanje položaja Sunca, Meseca i zvezda. Bio je pomagalo u navigaciji i koristio se je u zemljomerstvu.

## Tehnologija srednjeg veka
Tehnologija srednjeg veka u Evropi je oblikovana zahvaljujući nizu međusobno povezanih tehnoloških novina: ratarska revolucija, nova vojna tehnika, oslanjanje na vodu i vetar kao izvore energije. Taj tehnološki razvoj daje važan deo odgovora na pitanje kako se i zašto Evropa preobrazila od kulturne zabiti zasnovane na privredi jedva naprednijom od onih tradicionalnih neolitskih zajednica u cvatajuću i jedinstvenu, ali i agresivnu civilizaciju, koja će povesti svet u razvoj nauke i industrije. U poređenju s Istokom i srednjevekovnim islamom, hrišćanska je Evropa još oko 1000. bila uglavnom „prazna”. Prema nekim procenama bila je nastanjena sa oko 22 miliona ljudi, u poređenju sa oko 60 miliona u Kini, 80 miliona u Indiji ili oko 40 miliona pod vlašću muslimana. Stanovništvo drevnog Rima, koji je u antici bio milionski grad, je palo na oko 35.000 ljudi, u Parizu je živelo oko 20.000 ljudi, u Londonu oko 15.000. S druge je strane Kordoba pod vlašću Arapa brojala 450.000 stanovnika, Carigrad 300.000, Kaifeng u Kini 400.000, a Bagdad, tada najveći grad sveta, oko 1.000.000. Evropa je bila kulturna, intelektualna, privredna, tehnološka i demografska zabit koja je daleko zaostajala za tehnološkom i naučnom vitalnošću tadašnjih središta civilizacije u islamskom svetu, Vizantu, Indiji i Kini.

### Dostignuća srednjevekovne tehnologije
Srednjevekovna je Evropa dala malo izuma, većina novina je preuzeta od antike ili iz Kine. Srednjevekovne su zanatlije dokazale svoju umešnost, smelost i umetnički genij, ali su proizvodi srednjeg veka generalno bili u tehničkom smislu slabog kvaliteta. Srednji je vek neprestano morao popravljati, nadomeštavati, obnavljati. Crkvena su zvona pucala, zgrade su se urušavale. Slabost srednjovjekovne tehničke opremljenosti očituje se nadasve u osnovnim oblastima, u prevlasti alata nad mašinama, slaboj delotvornosti alata, nedostatnosti poljoprivrednih mašina i tehničkih pomagala koji daju slab prinos, osrednjosti energetske opreme, prevoza, financijskog i trgovačkog poslovanja. Rast trgovine i poboljšavanje tehnologije proizvodnje i prevoza gurao je društvo u smeru nove privrede. Tehničari i izumitelji srednjeg veka zapravo su zanatlije. Samo se jedna struka uzdiže u značajnoj meri: arhitektura. Ovo polje je bez sumnje jedino koje je u srednem veku poprimilo nesporni industrijski vid. Gotička je umetnost gradnje postala naukom, a graditelj je postao naučnikom.

#### Vitez na bojnom konju
Stremen je bio ključni izum koji je omogućio pojavu jednog od svojstvenih likova evropskog feudalizma – oklopljenog viteza na oklopljenom bojnom konju. Do 9. veka je u Evropi ratnik na konju bi ostao na konju samo dok nije stigao do bojnog polja, nakon čega bi se borio kao pešak. Bez stremena koji osigurava stabilnost, samo su se najveštiji konjanici mogli boriti kao prava konjica, te zamahivati mačem i napinjati luk bez gubitka ravnoteže. Stremen su izumeli Kinezi u 4. veku i nakon toga se on širi prema Zapadu. Stremen je izuzetno jednostavne izrade, bez pokretnih delova, ali stabilizuje ratnika na konju i omogućuje borbu s konja. Sa stremenom i primereno oblikovanim sedlom je jahač sa kopljem pričvršćenim za oklop postao moćna bojna jedinica, pri čemu je impuls zamenio mišiće u novoj vrsti ratovanja.

#### Dvorac i selo
Privredna jedinica feudalnoga sistema je selo. Nad njime vlada hijerarhija plemića, svetovnih ili crkvenih, te biskupa i kraljeva, pod nominalnom vrhovnom vlašću cara i pape. Svaki je plemić mogao držati jedno ili više sela, ili zemlju u različitim selima, gde su njegovi kmetovi radili da bi uzdržavali sebe i njega. Oni su bili dužni da rade, prisiljeni i silom po potrebi, ali nisu bili robovi, jer su posedovali i obrađivali i vlastitu zemlju. Plemić je zauzvrat morao jamčiti seljacima zaštitu, a glavna je opasnost pretila uglavnom od drugih plemića.

#### Samostrel
Jedno od najvažnijih srednjevekovnih oružja je samostrel. Poznavali su ga Rimljani i Kinezi, ali u antičkoj obliku nije bio posebno delotvoran i iščeznuo je s bojnoga polja. Bit samostrela je u tome da se luk postavljen na nosaču (kundaku) može jače napeti i tako dati veću brzinu streli.

#### Barut i vatreno oružje
Barut i vatreno oružje su kineski izumi. U Evropi se barut prvi put spominje u tekstu Rodžera Bejkona iz 1268, a čini se da se opis odnosi na kineski vatromet. Dok tehnologija proizvodnje baruta i ranih vatrenih oružja potiče iz Kine. Smatra se da su topovi nastali u Evropi oko 1310. – 1320. Neki dokumenti iz Firence iz 1326. upućuju na to da su do tad metalni topovi već dobro poznati, a prva dokumentovana evropska upotreba topa datira iz 1331.

#### Teški plug
Plug je najvažnija sprava za oranje, a svojom konstrukcijom omogućava dublje rezanje i prevrtanje zemlje na jednu stranu. Obrada plugom mrvi, meša i okreće čestice tla, što tako obrađeno tlo čini vrlo pogodnim za razvoj useva. Plug za razliku od rala po pravilu ima kolica ornice, na koje se naslanja gredelj koji je kraći nego kod rala, a rezanje zemlje okomito u odnosu na površinu tla se obavlja pomoću crtala. Najveća razlika, a ujedno i najvažniji deo pluga je daska ili odgrnjača, koja osigurava da plug može i prevaljivati zemlju. Pored toga, lemeš (vodoravno rezanje brazde) je proširen i oštar samo s jedne strane (asimetričan), a najčešće ima dve ručice za upravljanje. Prva novina ratarske revolucije bilo je uvođenje teškog pluga početkom 8. veka. Zemlja je temelj materijalnog života srednjeg veka, ali ona je škrta zbog toga što ljudi nisu imali sposobnost da je efektivno koriste. Alati su bili veoma bazični, zemlja je bila loše obrađena, oranje je bilo plitko. Dugo je u upotrebi bio antički nepoduprti laki plug, primeren površinskom tlu i neravnim terenima mediteranskog područja. To je u biti bila motika koju je vukao jedan ili dva vola, a polja su se orala unakrsno više puta. Njegov simetrični lemeš, ponekad prekriven gvožđem, ali najčešće izrađen od drveta otvrdnulog na vatri, pre grebe zemlju nego što je seče. Teški plug je povećao poljoprivrednu proizvodnju time što je omogućio ratarima da obrađuju vlažne evropske doline.

#### Uprezanje i potkivanje konja
Druga novina, najspektakularnija i najznačajnija po posledicama, bila je uporaba konja, koji je brži i izdržljiviji od vola, za vuču pluga. Takvu je upotrebu konja omogućila „moderna zaprega”, niz tehničkih usavršavanja koja su oko 1000. godine omogućila bolje korištenje životinjske vuče i povećanje prinosa rada životinja. Moderno se uprezanje u biti sastoji u tome da se teret vuče prenesi na ramena i što je nova orma dopunjena potkivanjem. To je olakšalo kretanje životinje i pružilo zaštitu za kopita. Uprezanje u nizu je omogućavalo vuču težih tereta.

#### Vodenica
Najdojmljiviji primer je razvoj mašina pokretanih snagom vode i njihovo uključivanje u tkanje seoskog života i evropskog društva generalno. Vodenica je antički izum, mada se može smatrati srednjevekovnom napravom, budući da je tek u srednjem veku ušla u široku upotrebu. Već je u 9. veku raširena po Zapadu. Prema Knjizi strašnog suda, jednom nepotpunom popisu imovine u Engleskoj napravljenom po naredbi Vilijama I Osvajača, u Engleskoj je 1086. bilo 5.624 mlinova, dok ih je vek ranije zabileženo manje od 100. U jednom francuskom okrugu (Ob) u 11. veku je radilo 14 mlinova, u 12. veku 60 mlinova, u 13. veku 200 mlinova. U Pikardiji, na severu Francuske, je 1080. radilo 40 mlinova, a 1175. već njih 245.

#### Vetrenjača
Malu vetrenjaču je koristio Heron (1. vek) u svojim orguljama, ali u antici vetrenjača nije korištena u druge svrhe. Vetrenjače su bile poznate u Kini, potom u Persiji u 7. veku, u Španiji se spominju u 10. veku. U hrišćanskom su se svetu pojavile oko 1150, oko kanala Lamanš i uz Severno more. Neki smatraju da razlike u konstrukciji ukazuju na nezavisnu pojavu vetrenjača na različitim mestima. U nekim su područjima vetrenjače povećale obradivu površinu isušivanjem mora.

#### Tekstilna industrija
Germanski su narodi u Evropu uveli nemediteranski stil odevanja: krzno, čarape, pantalone, čizme, te ideju šivanja odeće iz više delova tkanine. U ranom srednjem veku, kao i u rimsko doba, izrada odeće bila je gotovo isključivo ženski posao. One su šišale ovce, drobile lan, češljale vunu, prele, tkale, rezale tkaninu i šile. Kao i u rimsko doba, glavne tkanine bile su laneno platno i vuna. Izradom pamučne i svilene odeće je hrišćanska Evropa ovladala tek u 12. veku.

#### Tkalački razboj
Trebalo je mnogo prelja da bi se pripremila pređa za jednu tkalju. Korištena su dva tipa vertikalnog tkalačkog razboja: s utezima na osnovi (uzdužna nit tkanine) i s dve grede. Najjednostavniji tkalački stan s utezima na osnovi se sastoji od dva uspravna drvena stuba spojena na vrhu gredom, koja su se mogla okretati da bi se na nju namatala istkana tkanina. S te su grede visile osnove, uzdužne niti, koje su napetim držali keramički utezi na donjem kraju.

#### Preslica
Krajem 13. veka dolazi do daljnjeg mehanizovanja tekstilne industrije uvođenjem preslica, koje su verovatno izumljene na Bliskom istoku ili u Indiji. Najstariji poznati pouzdani prikaz je iz Bagdada, a datira iz 1237. Najstarije spominjanje u Evropi je iz oko 1280. U najranijem zapadnom obliku sastoji se od maloga vretena učvršćenog na držače i putem remena povezanog s većim kolom. Prelja je držala preslicu s vlaknima u levoj ruci, desnom rukom sučući nit koja se namatala na vreteno, a vrtnja vretena se održavala okretanjem velikoga kola na mahove.

#### Strug
Za potrebe obrade drva je uvedeno malo novih pomagala, ali su se mnoga stara počela češće koristiti, uključujući strug. Radi se o mašini koja brzo vrti komad drveta koji se obrađuje pomoću nekog alata za rezanje. U srednjem su veku torišćene dve mogućnosti: strug s motkom i strug s lukom.

#### Dizalice
Polet graditeljstva, nadasve crkava i dvoraca, podstaknuo je korištenje naprava za dizanje i vuču, ali ipak se građa najviše podiže služeći se kosom ravni. Podizanje tereta nimalo se ne razlikuju, barem ne u osnovi, od antičkog: obične dizalice s prenosnim vitlom i dizalice s koturačom. Ostaju one neobične ali retke naprave, koje su se mogli koristiti jedino vladari, gradovi i crkvena gradilišta.

#### Mehanički sat
U 14. veku su u Evropi načinjeni prvi mehanički satovi, koji su koristili uteg i zapinjač, što je davalo kružno kretanje. Premda je zapinjač izumljen mnogo ranije, dotad nije bio korišten u satovima. Prvi mehanički satovi koji su se pojavili u tornjevima velikih italijanskih gradova, imali su jednu kazaljku i pokazivali su samo četvrtine sata. Oni su zamenili vodene satove, koji su korišteni više od hiljadu godina. Često se kaže da je pojava mehaničkog sata pokretanog utezima u drugoj četvrtini 14. veku odlučujući trenutak u hodu Evrope prema preuzimanju mesta predvodnika svetske tehnologije.

#### Kovano gvožđe
U proizvodnji gvožđa su se i dalje koristili stari postupci. Prvi je korak bilo pranje i pečenje rude, te njeno mrvljenje u komade prikladne za preradu u plitkom ognjištu (redukcijskoj peći). Nakon što je vekovima ona bila tek udubljenje u zemlji s glinenom oplatom i kupolom, peći je dodan zdepast dimnjak od gline i peščara. Peć je imala otvor za izlaz gasova, otvor za punjenje rudom, te otvor pri dnu za vađenje žara, mekog i usijanog (ali ne rastopljenog) gvožđa (spužvasto gvožđe ili porozno gvožđe) i uduvavanje vazduha pomoću mehova. Za proizvodnju 1 kilograma gvožđa takva je peć trošila 12 kilograma drvenog uglja. Spužvasto gvožđe se tuklo na pljosnatom kamenu, da bi se iz njega izbacila šljaka (pesak i glina) i da bi se gvožđu dao oblik šipki i ploča, prikladan za kovača.

#### Visoka peć i liveno gvožđe
Prema nekim istoričarima je visoka peć (peć za proizvodnju sirovog gvožđa) najveće tehnološko postignuće srednjeg veka. U postupku oblikovanja srednjevekovne visoke peći je vodeničko kolo još jednom igralo glavnu ulogu. Širenje vodeničkih kola s pritoka i malih reka na velike reke bilo je omogućeno izgradnjom brana i vodeničkih jaraka, koja se opaža naročito nakon 1300, a okomito je kolo opremljeno nizom dodataka, poput mehaničkog automatskog regulatora: kvadratni segment osovine mlinskog kamena je vrtnjom udarao u produžetak na levku mlina i istresao brašno iz njega: što se kolo brže vrtelo to se je levak brže tresao. Razvijeno je više novih primena snage vode, poput izvlačenja metalne žice ili crpljenja vode iz rudnika, ali najznačajnija je bila topljenje gvozdene rude u novim visokim pećima.

#### Brodogradnja i pomorstvo
Tokom ranog srednjeg veka brodogradnja je napredovala i na jugu i na severu Evrope. Na Sredozemnom moru je tokom ranog srednjeg veka trouglasto latinsko jedro konačno uspešno postavljeno na veća plovila. Tu su tehniku najpre razvili muslimani, od njih su je preuzeli Vizantijci, a potom i ostali Evropljani, tako da je do 800. latinsko jedro prevladalo na Sredozemnom moru. Bilo je obešeno na dugi nakošeni krst jarbola. Jedan kraj krsta se uzdizao iznad vrha jarbola, a drugi je dopirao gotovo do palube. Takvo jedro može zahvatiti vetar s obe strane i poboljšalo je pokretljivost broda. Baratanje takvim jedrom nije bilo lako. Istodobno s upotrebom latinskog jedra, na Sredozemnom moru se pojavio korenito novi sistem izgradnje trupa broda. Dotada je korito građeno tako da su najpre slagane daske, a potom unošen kostur. Sada je postupak obrnut, tako da je najpre građen kostur (kobilica i rebra broda). Takvi brodovi nisu bili čvrsti kao rimski građeni na stari način, ali su zahtevali mnogo manje rada i stoga su bili jeftiniji, što je pojeftinilo i trgovinu.

#### Kompas
Kompas potiče iz Kine. Vodeni kompas, gde magnetizovana gvozdena igla učvršćena na dašćicu pluta na vodi, opisan je u celosti u 11. veka, ali je verovatno bio poznat mnogo pre. Prvi evropski pisani izvor u kojem se opisuje mornarički kompas je delo Aleksandera Nekama De naturis rerum, napisano oko 1190. Igla na osovini je italijanski izum iz 13. veka. Upotreba kompasa se širi tek nakon 1280. Osim toga, srednji vek ne poznaje kvadrant, niti nautički astrolab, merne instrumente renesanse. Generalno se smatra da je Poslanica o magnetu Petra Hodočasnika (Pierre de Maricourt, Petrus Peregrinus) iz 1269. zapravo prvi pravi naučni rad zapadnoga hrišćanstva.

#### Krmeno kormilo
Krmeno kormilo je odavno bilo poznato u Kini i moguće je da je iz Kine stiglo u Evropu, ali je isto tako moguće da je nezavisno izumljeno u Vizantu ili na Baltiku. Središnje je kormilo bilo teško postaviti zbog oblika kobilice na krmi broda, pa je korišteno veslo za upravljanje sa strane broda. Smatra se da u Evropi uvođenje krmenog kormila nije bilo podstaknuto potrebom za boljom upravljivošću, jer je veslo za upravljanje sasvim dobro služilo toj svrsi. Nove su koge postale toliko visoke da su zahtevale vrlo duga vesla za upravljanje, što je stvaralo probleme. Ravna krma koge je bila zgodno mesto za postavljanje kormila. U 13. veku krma je izravnana i dodano je krmeno središnje kormilo. To je jako poboljšalo upravljivost broda, vetar se je mogao bolje iskoristiti, a moglo se je ploviti i po lošem vremenu.

#### Graditeljstvo
Tokom ranog srednjeg veka u severnoj Evropi se nisu proizvodile opeke, sve do kasnog srednjeg veka. Zaboravljeno je i umeće proizvodnje rimskoga cementa i betona i ono će se iznova pojaviti tek u 19. veku. Katedrala Notr Dam u Parizu, čiji je kamen temeljac položen 1163, bila je jedna od prvih katedrala koje su prihvatile gotički stil u arhitekturi. To je jedna od prvih zgrada na kojoj se pojavljuju vanjski potpornji (kontrafori), odvojeni od zidova, koji drže svodove bez potrebe za unutrašnjim sponama. Do 1182. je bila dovršena apsida (deo iza oltara) i kor; do 1196. bila je dovršena lađa, a do 1250. i dva velika zvonika. Doterivanje građevine potrajalo je do 1345.

#### Staklo i naočare
Staklo, poznato u antičko doba, iznova će se pojaviti u industriji tek u 13. veku, nadasve u Veneciji, a počeće se sa industrijskom proizvodnjom tek u Italiji u 14. veku, kao i papir, koji će svoj procvat doživeti tek izumom štampanja. Staklo u srednjem veku uglavnom predstavlja vitraž. Proizvodnja stakla u 12. veku je sledila stare postupke. Razvoj naočara između 13. i 16. veka izveli su isključivo vešti majstori, bez pomoći nauke. Nije se znalo kako deluje oko i šta izaziva dalekovidnost i kratkovidnost. Optika se nije razvila do istraživanja sočiva i prepušta ih majstorima.

#### Papir
Papir je bio proizvođen u Kini već u 2. veku. Otuda se proširio najpre islamskim svetom, u Bagdadu je već korištena snaga vode, a u Španiji se takve manufakturne radionice javljaju oko 1150. Veća proizvodnja lanenoga platna, podstaknuta modom nošenja lanenih košulja i rublja, dala je sirovinsku bazu za proizvodnju papira u Evropi, postupci koje su preuzeti iz Kine. Tako je cena papira pala, a tržište se proširilo.

## Industrijska revolucija
U drugoj polovini XVIII veka ručna se proizvodnja počela zamenjivati parnim mašinama. Time je počeo razvoj koji je od kraja 18. do sredine 19. veka temeljno izmenio ranije političke, privredne i društvene sisteme u većem delu sveta. Počela je Prva industrijska revolucija. U Engleskoj su proizvođači sve više ulagali novac u stvaranje novih izuma. Najpoznatiji je bio izum parne mašine. Nju je 1764. godine usavršio Škotlanđanin Džejms Vat. Pronalazak parne mašine izazvao je veliki preokret u proizvodnji, odnosno revoluciju u prerađivačkim delatnostima ili industriji. Manufakturna proizvodnja zamenjena fabričkim radom.

## Literatura
- Brush, S.G. (1988). The History of Modern Science: A Guide to the Second Scientific Revolution 1800–1950. Ames: Iowa State University Press.
- Bunch, Bryan and Hellemans, Alexander, (1993) The Timetables of Technology, New York, Simon & Schuster.
- Derry, Thomas Kingston and Williams, Trevor I., (1993) A Short History of Technology: From the Earliest Times to A.D. 1900. New York: Dover Publications.
- Greenwood, Jeremy (1997) The Third Industrial Revolution: Technology, Productivity and Income Inequality AEI Press.
- Kranzberg, Melvin and Pursell, Carroll W. Jr., eds. (1967)Technology in Western Civilization: Technology in the Twentieth Century New York: Oxford University Press.
- Landa, Manuel de, War in the Age of Intelligent Machines, 2001.
- McNeil, Ian (1990). An Encyclopedia of the History of Technology. London: Routledge. ISBN 978-0415147927.
- Olby, R.C. et al., eds. (1996). Companion to the History of Modern Science. New York, Routledge.
- Pacey, Arnold, (1974, 2ed 1994),The Maze of Ingenuity, The MIT Press, Cambridge, Mass, 1974, [2ed 1994, cited here]
- Singer, C., Holmyard, E.J., Hall, A.R. and Williams, T.I. (eds.), (1954–59 and 1978) A History of Technology, 7 vols., Oxford, Clarendon Press. (Vols 6 and 7, 1978, ed. T. I. Williams)
- Wilson, George (1855). What is Technology?: an inaugural lecture delivered in the University of Edinburgh on November 7, 1855 (1 изд.). Edinburgh: Sutherland and Knox.